# Валко
Валко (мађ. Valkó) је насеље у централној Мађарској. Валко је веће насеље у оквиру пештанске жупаније.

## Географија

### Локација
Валко је велико село са 2.300 становника у округу Пешта, на источној страни брда Геделе, окружено густим храстовим шумама. Најлакши начин да се стигне тамо је након 14 километара тако што се скрене са аутопута 3 код Геделеа.

## Историја
Насеље је име добило по личном имену словенског порекла, што значи вук. 
Као и у свим заједницама, и овде се може наћи народна прича везана за име насеља: У стара времена у месту Валко није било ништа осим огромне шуме. Овде нико није живео, само животиње. Један старац није имао ништа осим троје гладне деце и мршавог, слепог коња. Чак је био и исмеван због тога: слепи коњ, Валко (vak-ló, Valkó)! Мислио је, овде, где нико не живи, нема ко да му се руга. Настанио се, искрчио део шуме, саградио кућу од дрвета, а чистину обрађивао са слепим коњем. Када су три дечака порасла, сва тројица су добила богате жене. Тако је насељена ненасељена шума и од тада је остао у њој сиротињски надимак: Валко.
Територија насеља је богата археолошким налазима, о њеној предосвајачкој прошлости сведоче налази са ископавања у власништву Мађарског националног музеја. Људи су се први пут населили на овом подручју пре 3.500 година. Приликом ископавања пронађени су предмети из углачаног каменог, бронзаног, скитског, келтског и сарматског доба. 
Његов најспектакуларнији археолошки споменик је бедем одбрамбене линије Черсовог јарка из римског доба. У другој половини 3. века тим подручјем завладали су Хуни, затим после Атилине смрти Лонгобарди, а после њих Авари. 
Његово прво писано помињање датира из 1425. године. Међу његовим власницима налазимо породице Розгоњи и Батори. Од 17. века долази у посед породице Естерхази, а почетком 1700-их овде су власништво стекли и Штаремберги. Године 1867. Министарство финансија откупило је већи део њене границе и Парламент ју је доделио угарском краљу Фрањи Јосифу I, заједно са имањем Грасалковича, као крунски поклон. Његове шуме, богате дивљачи, служиле су као ловиште крунисаних глава. После 1945. године, владавина круне је трансформисана у Државно шумарство. Поред шумарства насеља, вредна је помена и његова пољопривреда, која је током векова била главни извор запошљавања становника.

## Становништво
Током пописа 2011. године, 88,7% становника се изјаснило као Мађари, 10,4% као Роми, 0,4% као Немци и 0,4% као Румуни (11,2% се није изјаснило). 
Верска дистрибуција је била следећа: римокатолици 52,1%, реформисани 4,5%, лутерани 0,4%, гркокатолици 0,2%, неконфесионални 11,5% (29,5% се није изјаснило).